# Второв, Александр Павлович
Александр Павлович Второв (род. 23 октября 1916, Спасское, Тульская губерния — [уточнить]) — советский спортсмен-конник, наездник. Мастер спорта СССР (1951).

## Биография
Родился в 10 (23) октября 1916 года [где?], в Российской империи.
Занимался конным спортом в КВОКШ имени С. М. Буденного в Москве.
Выступал за команду «Вооруженные силы» (Москва).
Участник соревнований первенства СССР по высшей школе верховой езды в 1950-х — начале 1960-х годов.
Участвовал в двух конных соревнованиях на 16 летних Олимпийских играх 1956 года (в Стокгольме). Индивидуальная выездка на коне Репертуар. 4-е место в командном зачёте.
В 1959 году на турнире по выездке в Гамбурге он занял 8-е место на Скачке.
Скончался в [когда?][где?].[уточнить]